# 屏東街

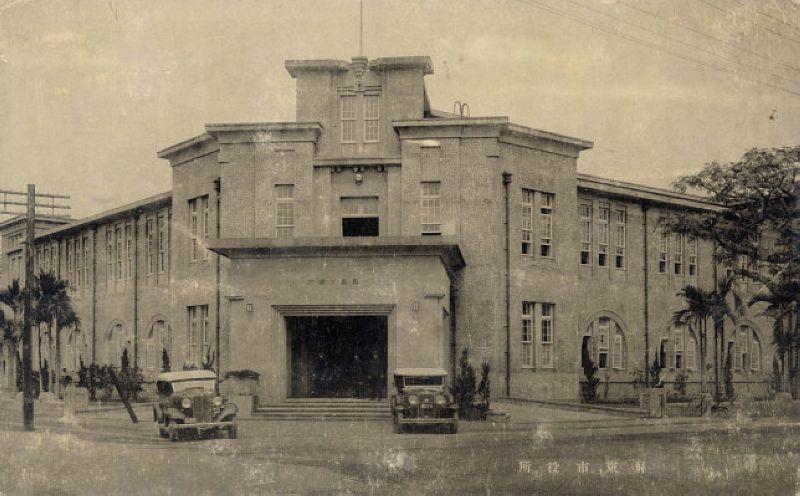
屏東街役場，後來改為屏東市役所

屏東街，為1920年~1933年間存在之行政區，轄屬高雄州屏東郡。今屏東縣屏東市。

## 街庄原名
原屬港西中里之阿緱街、頭前溪庄、崇蘭庄、海豐庄、歸來庄、公館庄、大湖庄
- 阿緱街改稱屏東[1]

## 行政區劃
屏東街轄域內分為屏東、頭前溪、崇蘭、海豐、歸來、公館、大湖七個大字。
1933年（昭和8年）12月，屏東街升格為屏東市。

## 歷任屏東街長
| 任次 | 姓名       | 任期                         | 備註                   |
| ---- | ---------- | ---------------------------- | ---------------------- |
| 1    | 今村伊那吉 | 1920年10月1日－1921年6月30日 | 轉任高雄州協議會員     |
| 2    | 石丸長城   | 1921年7月8日－1923年7月31日  | 依願退官。             |
| 3    | 渡邊發藏   | 1923年8月1日－1933年11月30日 | 原新竹州新竹郡新竹街長 |